# مارك أمريكا
مارك أمريكا (بالإنجليزية: Mark Amerika)‏ (1960، ميامي في الولايات المتحدة)؛ فنان وروائي أمريكي. درس في جامعة براون.